# طقزيدة كافر جلبي
طقزيدة كافر جلبي (حوالي 1459 – 1515)، المعروف باختصار باسم كافر جلبي أو جعفر جلبي، كان رجل دولة عثمانيًا وشاعر ديوان.

## الحياة
وُلِد في أماسيا حوالي عام 1459 (864 في التقويم العثماني). كان والده تاجي بيك مستشارًا للأمير بايزيد، الذي أصبح فيما بعد السلطان بايزيد الأول. بعد ترقيته في المنصب الديني إلى مدرس، عينه السلطان بايزيد الثاني نيشنجي وكازاسكيرين عام 1497 أو 1498. انقطع مسار حياته بسبب الصراع على السلطة بين شهزاد أحمد وشقيقه سليم، الذي سيصبح لاحقًا السلطان سليم الأول. اتُّهم جعفر جلبي، مع أنصار آخرين لأحمد، بالعصيان العسكري وأُعدموا عام 1515، مباشرة بعد عودة شقيق أحمد ومنافسه من الحملة على إيران، بسبب الاشتباه في تفضيله شهزاد أحمد في الصراع على الخلافة.
وهو معروف بمثنويه.

## بعض أعماله
- هيفزنامه
- محروسة اسطنبول فتحناميسي
- مونشيت
- ديوان (مجموعة قصائد تركية وفارسية)